# Elecciones parlamentarias de Dinamarca de 1950
Las elecciones parlamentarias de Dinamarca fueron realizadas el 5 de septiembre de 1950, a excepción de las Islas Feroe, en donde fueron realizadas el 14 de octubre. Los Socialdemócratas se posicionó como el partido más grande del Folketing, con 59 de los 151 escaños. La participación electoral fue de un 81.9% en Dinamarca continental, pero un 22% en las Islas Feroe.

## Resultados

### Dinamarca
| Partido                     | Votos     | %    | Escaños | +/– |
| --------------------------- | --------- | ---- | ------- | --- |
| Socialdemócratas            | 813 224   | 39.6 | 59      | +2  |
| Venstre                     | 438 188   | 21.3 | 32      | –14 |
| Partido Popular Conservador | 365 236   | 17.8 | 27      | +10 |
| Partido Justicia            | 168 784   | 8.2  | 12      | +6  |
| Partido Social Liberal      | 167 969   | 8.2  | 12      | +2  |
| Partido Comunista           | 94 523    | 4.6  | 7       | –2  |
| Partido Schleswig           | 6 406     | 0.3  | 0       | 0   |
| Votos en blanco/nulos       | 5 614     | –    | –       | –   |
| Total                       | 2 059 944 | 100  | 149     | +1  |
| Fuente: Nohlen & Stöver     |           |      |         |     |

### Islas Faroe
| Partido                  | Votos | %    | Escaños | +/– |
| ------------------------ | ----- | ---- | ------- | --- |
| Partido Unionista        | 1 686 | 46.6 | 1       | 0   |
| Partido de la Igualdad   | 1 394 | 38.6 | 1       | +1  |
| Partido del Autogobierno | 535   | 14.8 | 0       | 0   |
| Votos en blanco/nulos    | 30    | –    | –       | –   |
| Total                    | 3 645 | 100  | 2       | 0   |
| Fuente: Nohlen & Stöver  |       |      |         |     |